# Borsonia brasiliana
Borsonia brasiliana é uma espécie de gastrópode do gênero Borsonia, pertencente a família Borsoniidae.